# 罗兰·古奈什
罗兰·古奈什（羅馬尼亞語：Roland Gunesch，1944年3月25日—），罗马尼亚男子手球运动员。他曾代表罗马尼亚国家队参加1972年和1976年夏季奥林匹克运动会手球比赛，获得一枚银牌和一枚铜牌。